# Goragundi, Krishnarajanagara
Goragundi là một làng thuộc tehsil Krishnarajanagara, huyện Mysore, bang Karnataka, Ấn Độ.